# Regulador de velocidad

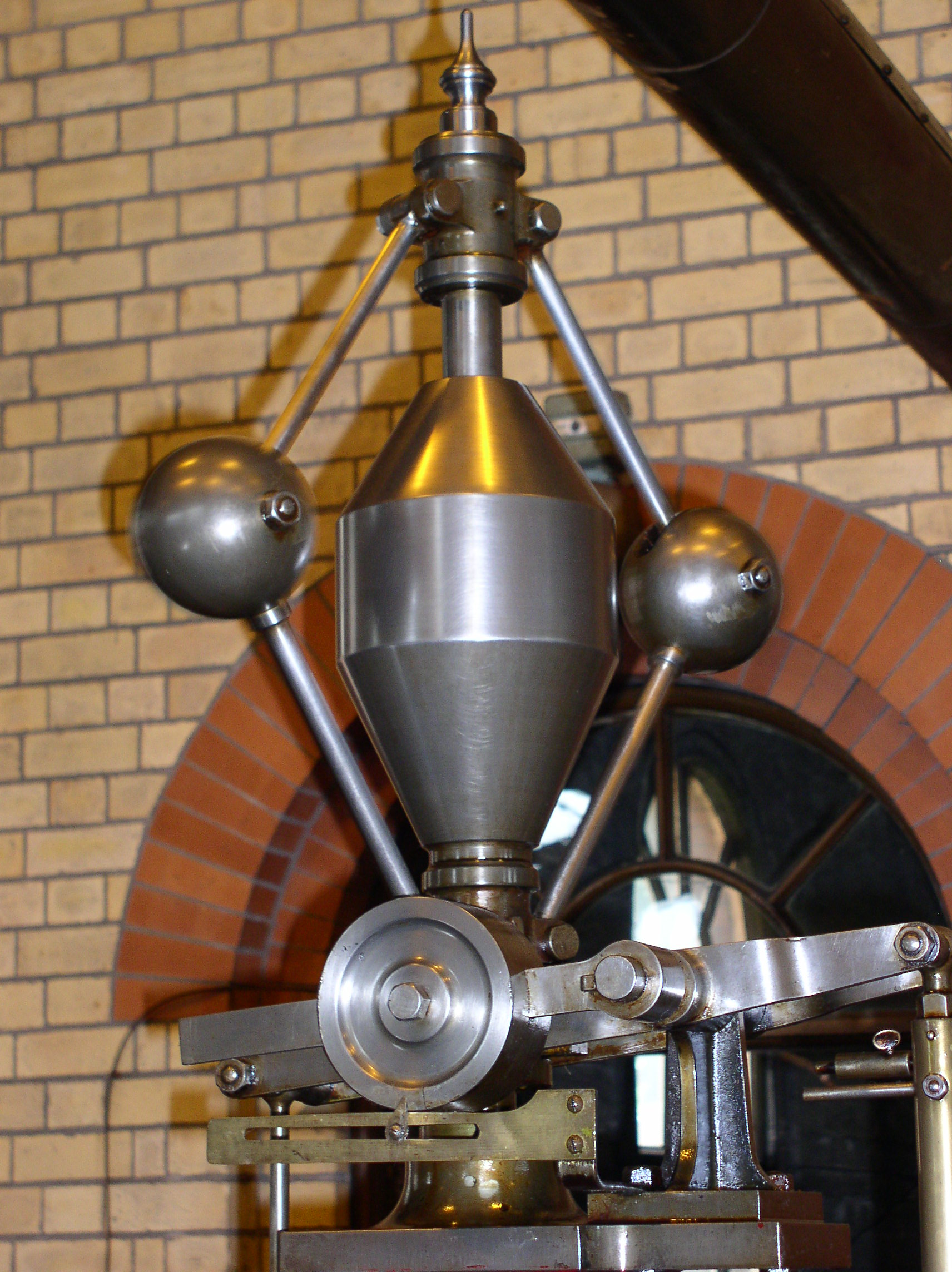
Regulador Porter en una máquina de vapor Corliss

Un regulador de velocidad es un dispositivo que se utiliza para controlar el régimen con el que funciona una máquina, como puede ser un motor. Un ejemplo clásico es el regulador centrífugo ideado por el ingeniero James Watt para controlar la velocidad de giro de las máquinas de vapor, que utilizaba el efecto de la fuerza de inercia sobre unos pesos giratorios impulsados por el eje de salida de la máquina con el fin de reducir el suministro de vapor a medida que se alcanzaba una determinada velocidad de giro.

## Historia

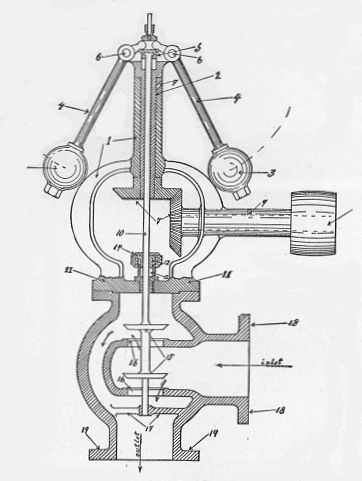
Dibujo en sección del regulador de velocidad de una máquina de vapor. La válvula comienza a abrirse completamente a velocidad cero y se cierra cuando las bolas ascienden cuando giran. El eje de transmisión del sistema de control de la velocidad está situado arriba a la derecha

Los reguladores centrífugos se utilizaron para controlar la distancia y la presión entre las muelas en los molinos de viento desde el siglo XVII. Las primeras máquinas de vapor de balancín se empleaban para bombear agua en las minas, una aplicación que podía tolerar amplias variaciones en la velocidad de trabajo.
No fue hasta que el ingeniero escocés James Watt introdujo la máquina de vapor rotativa utilizada para impulsar la maquinaria de las fábricas, cuando se hizo necesario el disponer de una velocidad de funcionamiento constante. Entre los años 1775 y 1800, Watt, en asociación con el industrial Matthew Boulton, produjo unos 500 motores de balancín rotativos. En el corazón de estos motores estaba instalado el regulador de "péndulo cónico" diseñado por Watt: un conjunto de bolas de acero giratorias unidas a un eje vertical mediante brazos articulados, donde la fuerza de control proviene de la tendencia de las bolas a separarse del eje cuanto más rápido giran.
La base teórica del funcionamiento de los reguladores fue descrita por James Clerk Maxwell en 1868 en su artículo fundacional titulado "On Gobernors" (Sobre los reguladores).
Sobre la base del diseño de Watt, el ingeniero estadounidense Willard Gibbs analizó en 1872 de forma teórica el dispositivo de Watt desde una perspectiva matemática de equilibrio energético. Durante sus años de posgrado en la Universidad de Yale, Gibbs observó que el funcionamiento del dispositivo en la práctica estaba penalizado una serie de problemas, como su lentitud y la tendencia a corregir en exceso los cambios de velocidad que se suponía que debía controlar.
Gibbs teorizó que, de forma análoga al equilibrio mecánico del regulador de Watt (que depende de la igualdad de dos fuerzas: una debida al peso de las "bolas" y el otro debido a su rotación), el equilibrio energético para cualquier trabajo que produzca un sistema termodinámico depende de la relación entre dos entidades. La primera es la energía térmica suministrada a la sustancia intermediaria, y la segunda es la energía en forma de trabajo realiza. En este caso, la sustancia intermediaria es el vapor de agua.
Este tipo de investigaciones teóricas culminaron en la publicación de 1876 de la famosa obra de Gibbs titulada "On the Equilibrium of Heterogeneous Substances" (Sobre el equilibrio de sustancias heterogéneas) y en la construcción del regulador de Gibbs. Estas fórmulas están omnipresentes hoy en día en las ciencias naturales a través de la ecuación de energía libre de Gibbs, que se utiliza para determinar el equilibrio de las reacciones químicas (también conocido como equilibrio de Gibbs).
Los reguladores también se encontraban en los primeros vehículos de motor de explosión (como el Wilson-Pilcher de 1900), donde eran una alternativa al acelerador manual. Se usaron para establecer la velocidad requerida del motor, ajustando el acelerador para mantener la velocidad del motor constante, en una idea análoga a la de un control de crucero moderno. Los reguladores también eran opcionales en vehículos de trabajo (como los Land Rover), equipados con accesorios accionados por motores, como cabrestantes o bombas hidráulicas, con el fin de mantener el motor a la velocidad requerida independientemente de las variaciones de la carga.

## Reguladores mecánicos

### Reguladores centrífugos

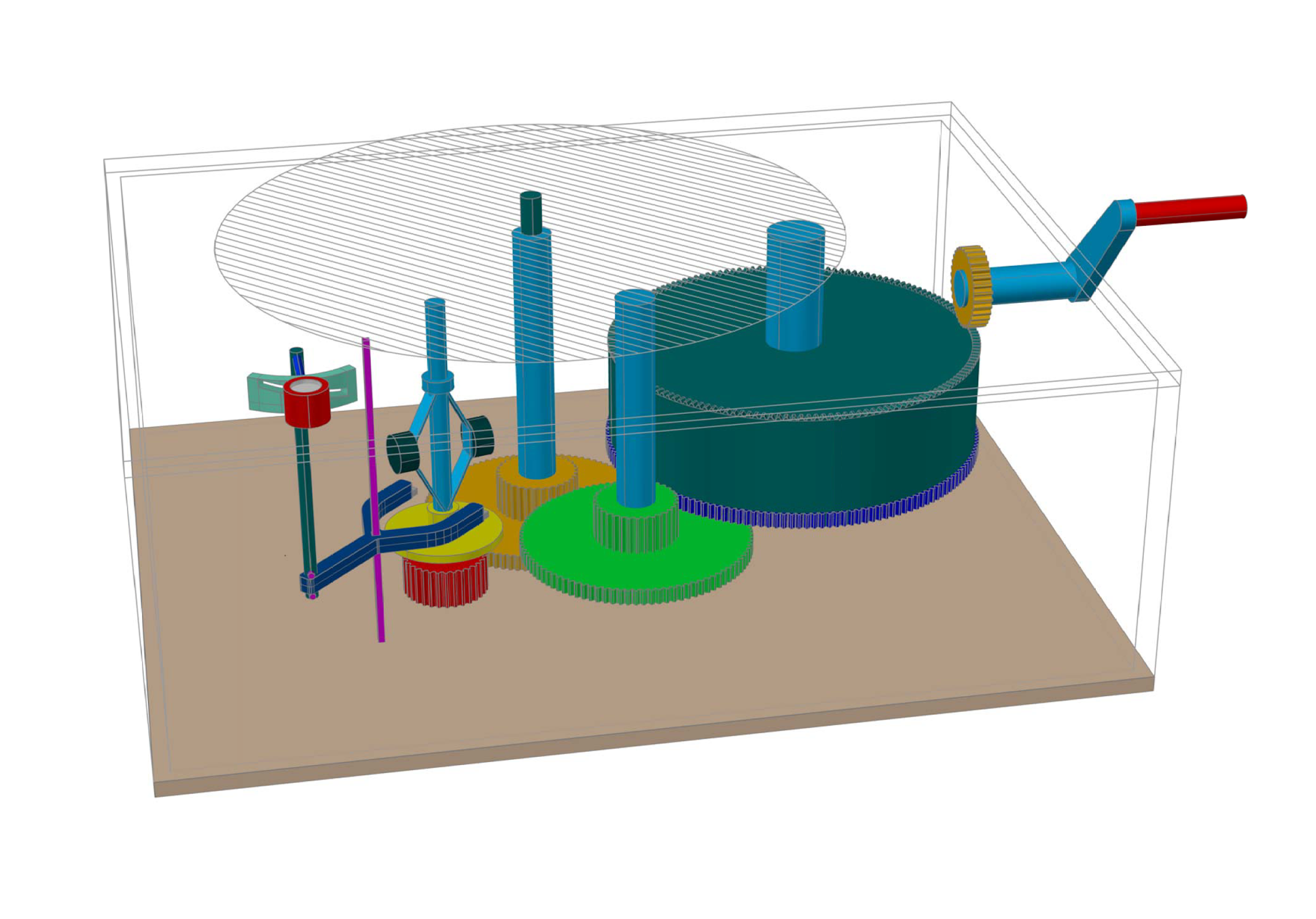
Esquema de un gramófono con motr de cuerda

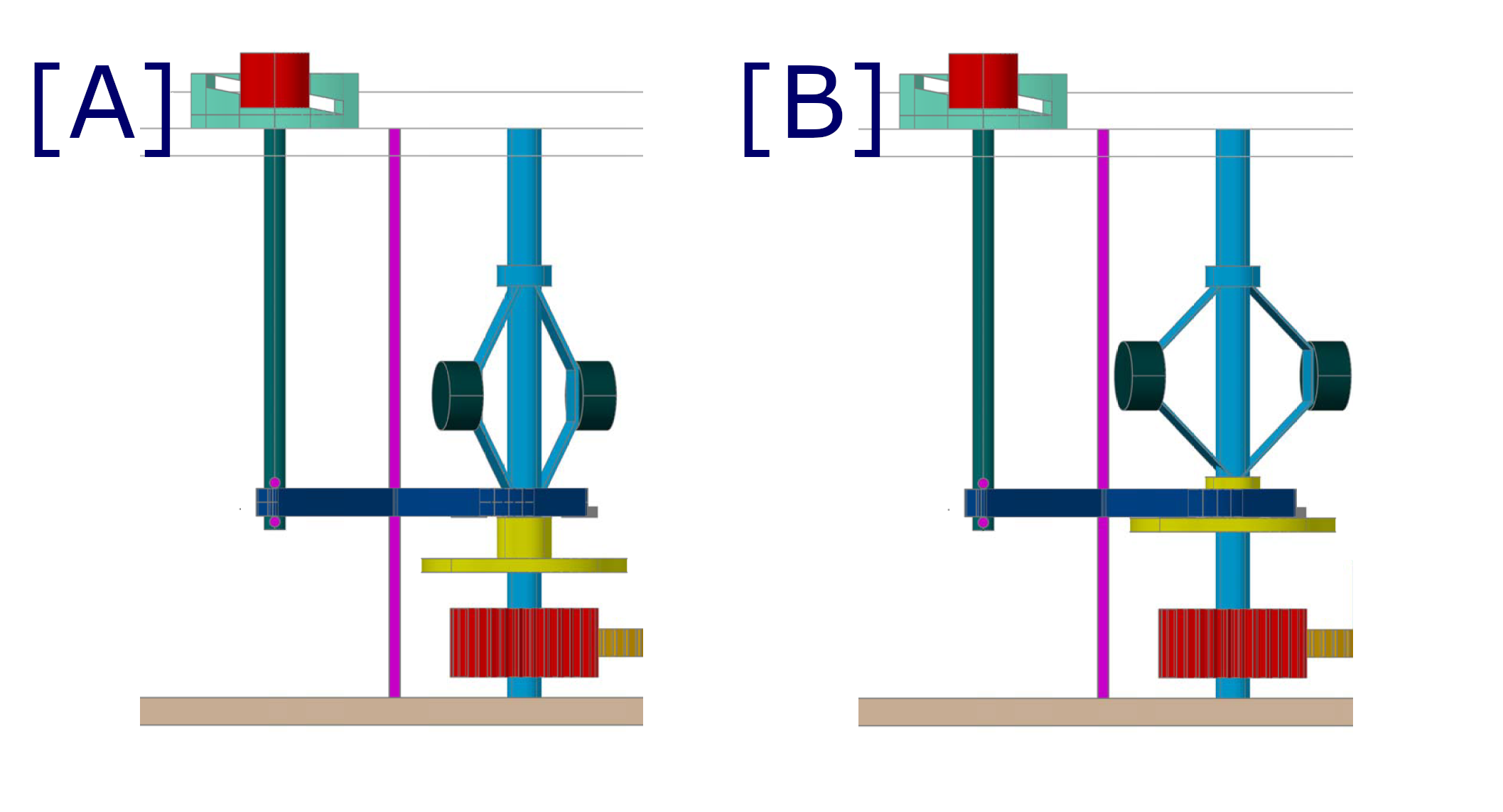
Mecanismo regulador de velocidad del motor de cuerda de un fonógrafo. [A] Fonógrafo parado [B] Fonógrafo en marcha: el rozamiento entre las zapatas y el disco amarillo reduce la velocidad de giro, lo que a su vez reduce la fuerza de frenado, propiciando el equilibrio entre ambas

Máquinas de vapor, turbinas y otros motores de flujo energético regulable
Existen numerosos sistemas basados en el regulador centrífugo de Watt, aplicado inicialmente con éxito a sus máquinas de vapor estacionarias. La idea original consiste en disponer un sistema formado por dos contrapesos suspendidos de un cuadrángulo articulado en un eje que gire ligado a un motor. A medida que aumenta la velocidad de giro, las masas suspendidas se elevan y arrastran una biela, que a su vez controla el grado de apertura de una válvula que regula el caudal con el que se impulsa la máquina. Este caudal puede ser un flujo de vapor a presión, una corriente de agua, un suministro de combustible o el amperaje de una corriente eléctrica. En todos estos casos, el control de la velocidad descansa en la posibilidad de ajustar de forma continua el suministro de energía. El equilibrio se logra gracias a que un exceso de velocidad de giro tiende a cerrar la válvula (frenando el motor). La reducción de la velocidad de giro implica a su vez que se abra la válvula, produciéndose un bucle alrededor de la posición de equilibrio.
Motores de cuerda

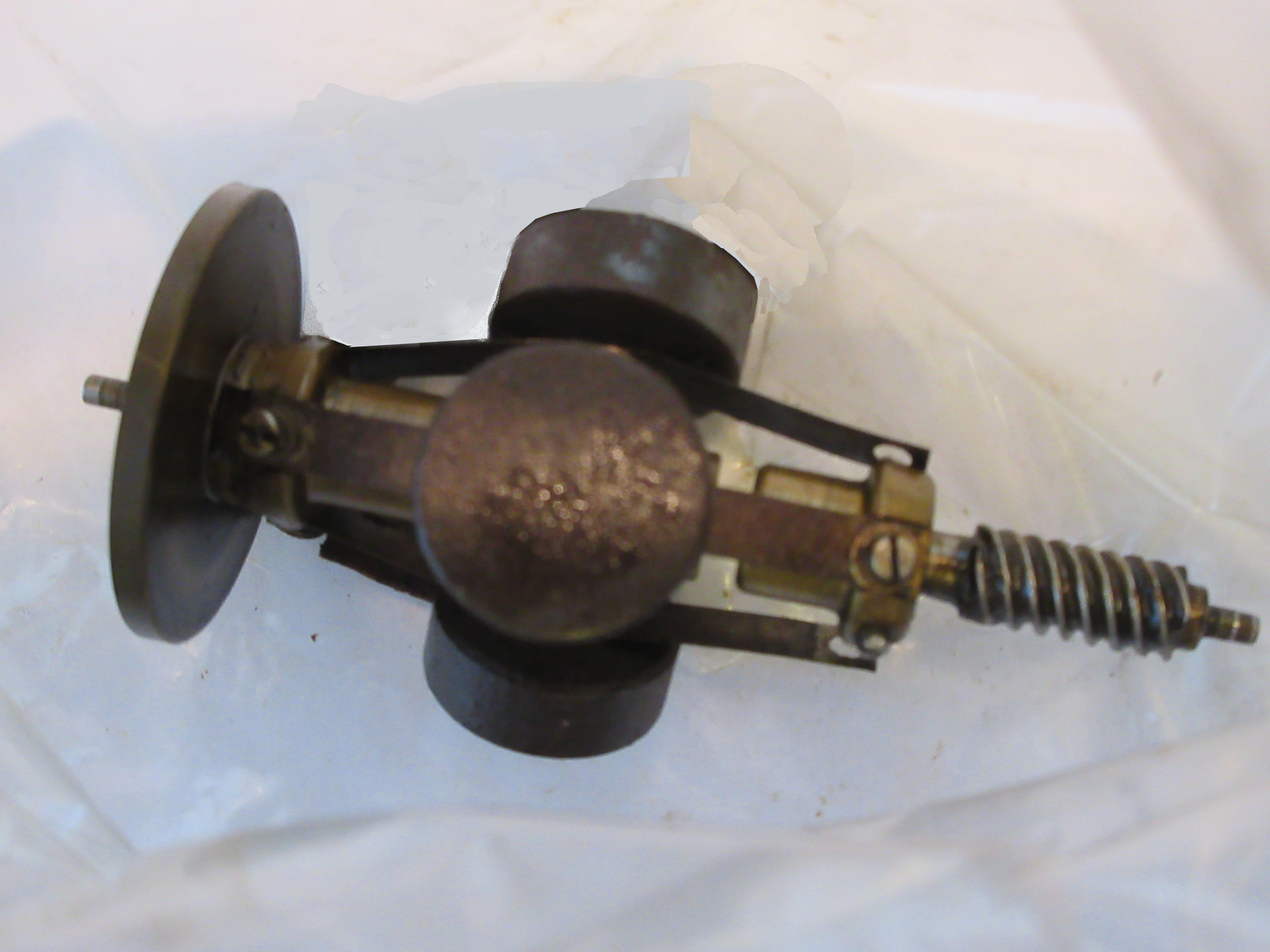
Regulador de velocidad de un fonógrafo Victor Victrola

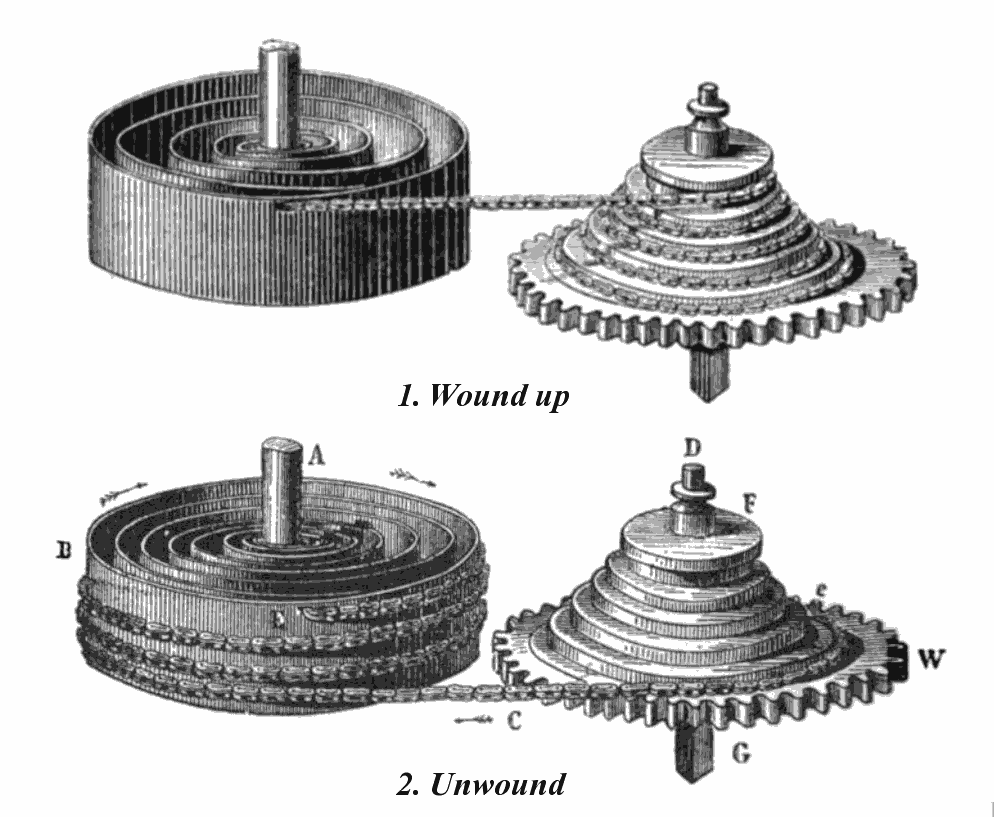
Caracol

Los motores de cuerda presentan la particularidad de que su fuerza motriz (la energía contenida en un muelle en espiral) es prácticamente constante, y se diferencia de los casos anteriores en que no es posible graduar la fuerza que se entrega regulando el caudal de un flujo energético. Los motores de cuerda utilizados en los primeros gramófonos antes de la generalización del uso de los motores eléctricos, requerían un ajuste bastante preciso de la velocidad de rotación para escuchar correctamente los discos fonográficos. Esto llevó al desarrollo de un tipo especial de regulador de velocidad centrífugo (denominado en inglés governor), en el que la reducción de velocidad se logra mediante un ingenioso sistema de frenado, en el que un disco en rotación es comprimido contra unas zapatas cuando es desplazado por los dos contrapesos giratorios con los que está unido. Para un ajuste fino de la velocidad, se disponía de un mando que permitía acercar o alejar las zapatas de la posición del disco en reposo: al aumentarla, se incrementa el régimen de giro, y al reducirla, se aminora. Numerosos modelos de gramófonos de Edison y de Victor utilizaban sistemas similares.

### Sistemas utilizados en relojería
Para garantizar el funcionamiento a velocidad constante de los relojes de cuerda, se idearon una serie de dispositivos mecánicos encaminados a obtener en todo el recorrido del resorte espiral un par de giro constante. Hasta que se dispuso de aceros de calidad con capacidad de almacenar energía suficiente utilizando únicamente la parte del arrollamiento del muelle que se comporta de forma lineal, se utilizaron dispositivos como el stackfreed (que permitía regular la fuerza motriz del resorte aplicando una fuerza de rozamiento variable) y el caracol (que se valía del radio variable de un engranaje de forma cónica, que aumentaba el par resultante compensando la pérdida de tensión de los antiguos resortes espirales a medida que se iban desenrollando).

## Limitadores de velocidad
Los reguladores se pueden utilizar para limitar la velocidad máxima de los vehículos y, para algunas clases de vehículos, dichos dispositivos son un requisito legal. Pueden utilizarse más generalmente para limitar la velocidad de rotación de un motor de combustión interna o para protegerlo de posibles daños causados por una velocidad de giro excesiva.

### Coches
Actualmente, BMW, Audi, Volkswagen y Mercedes-Benz limitan la velocidad máxima de sus automóviles de serie a 250 kilómetros por hora (155 mph), aunque ciertos modelos de sus gamas de lujo (Quattro GmbH y AMG, y el Mercedes/McLaren SLR) son una excepción. Los BMW Rolls-Royce están limitados a 240 kilómetros por hora (149 mph). Los Jaguar, aunque británicos, también incluyen un limitador en aquellos modelos donde es necesario, al igual que los suecos Saab y Volvo.
Los fabricantes alemanes fueron los primeros en alcanzar un "acuerdo de caballeros" para limitar electrónicamente la velocidad máxima de sus vehículos a 250 kilómetros por hora (155 mph), en consonancia con la posibilidad de circular a altas velocidades en la red de autopistas alemanas (las famosas Autobahn). Este acuerdo pudo estar encaminado a evitar el deseo de los dirigentes políticos de introducir un límite de velocidad legal.
En los mercados europeos, General Motors Europa optó en ocasiones por no seguir este acuerdo, lo que significó que ciertos automóviles Opel o Vauxhall de alta potencia podían superar los 250 kilómetros por hora (155 mph), mientras que los Cadillac no tenían esta posibilidad. Ferrari, Lamborghini, Maserati, Porsche, Aston Martin y Bentley tampoco limitan la velocidad máxima de sus coches (al menos, no a 250 km/h). El Chrysler 300C SRT8 estaba limitado a 270 km/h. La mayoría de los vehículos del mercado nacional japonés se limitan a 180 kilómetros por hora (112 mph) o 190 kilómetros por hora (118 mph). La velocidad máxima es un fuerte argumento de ventas, aunque velocidades superiores a unos 300 kilómetros por hora (190 mph) sean prácticamente inaccesibles con unas mínimas condiciones de seguridad en la inmensa mayoría de las vías públicas.
Muchos automóviles de alto rendimiento están limitados a una velocidad de 250 kilómetros por hora (155 mph), contribuyendo así a limitar los costes del seguro del vehículo y a reducir el riesgo de fallo de los neumáticos.

### Ciclomotores
Desde 1977, los ciclomotores en el Reino Unido han tenido legalmente limitada su velocidad a 30 millas por hora (48 km/h) mediante un regulador. La mayoría de los demás países europeos tienen reglas similares (consúltese el artículo principal).

### Vehículos de servicios públicos
Los vehículos de servicio público suelen tener una velocidad máxima reglamentada. Por ejemplo, la circulación de los servicios de autobuses regulares en el Reino Unido está limitada a 65 mph.
Los autobuses públicos urbanos suelen tener reguladores de velocidad que normalmente se establecen entre 65 kilómetros por hora (40 mph) y 100 kilómetros por hora (62 mph).

### Camiones
Todos los vehículos pesados en Europa y Nueva Zelanda tienen por ley reguladores que limitan su velocidad a 90 kilómetros por hora (56 mph) o 100 kilómetros por hora (62 mph). Los camiones de bomberos y otros vehículos de emergencia están exentos de este requisito.

## Otros ejemplos

### Aeronaves
Las hélices de los aviones son otra aplicación. El regulador detecta las RPM del eje y ajusta o controla el ángulo de las palas para variar la carga de torsión sobre el motor. Por lo tanto, a medida que la aeronave acelera (como en un picado) o desacelera (en un ascenso), el giro del motor se mantiene constante.

### Motores pequeños
Los motores pequeños, que se utilizan para alimentar máquinas cortadoras de césped, generadores portátiles y tractores de jardín, están equipados con un regulador para limitar el combustible suministrado al motor a una velocidad segura cuando está descargado, y para mantener una velocidad relativamente constante a pesar de los cambios en la carga. En el caso de aplicaciones de generador, la velocidad del motor debe controlarse con precisión para que la frecuencia de salida del generador permanezca razonablemente constante.
Los reguladores de motores pequeños suelen ser de tres tipos:
- Neumático: el mecanismo del regulador detecta el flujo de aire del ventilador del volante que se utiliza para enfriar un motor refrigerado por aire. Un diseño típico incluye una charnela montada dentro de la carcasa del ventilador del motor, conectada al eje del acelerador que acciona el carburador. Un resorte abre el acelerador, y a medida que el motor gana velocidad, el aumento del flujo de aire del soplador hace que la charnela retroceda contra el resorte, cerrando parcialmente el acelerador. Finalmente, se alcanzará un punto de equilibrio y el motor funcionará a una velocidad relativamente constante. Los reguladores neumáticos son de diseño simple y económicos de producir. Sin embargo, no regulan la velocidad del motor con mucha precisión y se ven afectados por la densidad del aire, así como por las condiciones externas que pueden influir en el flujo de aire.
- Centrífugo: son mecanismos que utilizan pesos suspendidos rotatorios impulsados por el motor y vinculados al acelerador, que trabajan contra un resorte de una manera similar a la de un regulador neumático, con un funcionamiento esencialmente idéntico. Un regulador centrífugo es más complejo de diseñar y de producir que uno neumático. Sin embargo, es más sensible a los cambios de velocidad, y por lo tanto, se adapta mejor a los motores que experimentan grandes fluctuaciones de carga.
- Electrónico: un servomotor está conectado al acelerador, controlado por un módulo electrónico que detecta la velocidad del motor contando los pulsos eléctricos emitidos por el sistema de encendido o por una pastilla magnética. La frecuencia de estos pulsos varía directamente con la velocidad del motor, lo que permite que el módulo de control aplique un voltaje proporcional al servomecanismo para regular la velocidad del motor. Debido a su sensibilidad y rápida respuesta a los cambios de velocidad, los reguladores electrónicos a menudo se instalan en generadores impulsados por motor diseñados para alimentar sistemas informáticos, ya que la frecuencia de salida del generador debe mantenerse dentro de límites estrechos para evitar un mal funcionamiento.

### Controles de turbina
En las turbinas de vapor, su velocidad se regula por el procedimiento de controlar el caudal de vapor suminjstrado, con el objetivo de mantener constante su velocidad de rotación. El caudal de vapor se supervisa y controla mediante válvulas interpuestas entre la caldera y la turbina.
En las turbinas hidráulicas, los reguladores se han utilizado desde mediados del siglo XIX para controlar su velocidad. Normalmente se usaba un sistema de tipo Watt que actuaba directamente sobre la válvula de entrada de la turbina o la compuerta trasera para controlar la cantidad de agua que entraba a la turbina. En 1930, los reguladores mecánicos comenzaron a utilizar controladores PID para obtener una regulación más precisa. En la última parte del siglo XX, los reguladores electrónicos y los sistemas digitales comenzaron a reemplazar a los reguladores mecánicos.

### Generadores eléctricos
Para la generación eléctrica en redes eléctricas síncronas, los motores principales impulsan generadores eléctricos que están acoplados eléctricamente a cualquier otro generador de la red. Con el control de la caída de velocidad, la frecuencia de toda la red determina el combustible entregado a cada generador, de modo que si la red funciona más rápido, el regulador reduce el combustible a cada generador para limitar su velocidad.

### Ascensores
El regulador es un emento clave en el funcionamiento de los ascensores. Actúa como un mecanismo de reducción de velocidad o parada en caso de que el ascensor funcione más allá de su velocidad máxima admisible (que suele ser un factor de la velocidad máxima del ascensor y está preestablecida por el fabricante según las pautas internacionales de seguridad de ascensores).